# Пермяков, Георгий Георгиевич
Гео́ргий Гео́ргиевич Пермяко́в (24 ноября (7 декабря) 1917 — 9 декабря 2005) — русский советский прозаик, краевед, востоковед (синолог), переводчик с китайского и японского языков, переводчик последнего китайского императора Пу И (находившегося в советском плену с 1945 по 1950 год).

## Биография
Родился в 1917 году в городе Никольск-Уссурийский (ныне Уссурийск). Отец — фабрикант и владелец аптечной сети, мать — столбовая дворянка. После окончания Гражданской войны вместе с семьёй уехал в Харбин.
Получил советское гражданство в 1933 году.
В 1937—1940 гг. учился в частной школе Дунгуан Сышу (Свет с Востока) под именем Еголи — Егора.
В январе 1939 году поступил на службу в советское консульство в Харбине, где работал переводчиком и преподавателем языков.
В 1940 году учился в Восточном институте св. Владимира.
В марте 1942 года — штатный переводчик консульства.
В 1945 году был замначальника штаба обороны Харбина.
В декабре 1945 года выехал в Хабаровск, где служил личным переводчиком последнего китайского императора Пу И в лагере для высокопоставленных военнопленных.
В 1946 году в качестве старшего переводчика принимал участие в Токийском процессе. Сам Пермяков вспоминал: «За пять лет работы в органах я был переводчиком на нескольких громких процессах: семеновский (1946 г.), токийский (1946—1948 гг.) и хабаровский бактериологический (1949 г.)»
Из воспоминаний:
«В декабре 1949 года в Хабаровске прошел всемирно известный бактерио[логический] процесс. Судили 12 нелюдей. Все они из 731 бактерио-фабрики. Фабрика растила центнеры и тонны смертельно опасных бактерий для войны против СССР, США, МНР и Китая. Бактерии испытывали на тысячах людей. Меня назначили переводчиком этого судебного процесса...»
После того как Пу И был этапирован в Китай, Пермяков остался в Хабаровске. Преподавал восточные языки. За 65 лет преподавания, индивидуально, подготовил около 1000 японистов и китаистов.
Пермяков обижался когда его называли эмигрантом.
При выходе на пенсию, ему засчитали всего 7 лет трудового стажа (он писал в КГБ, но оттуда пришел ответ, что он был добровольцем; по выписке из МИДа, ему засчитали всего 1,5 года работы в советском Генконсульстве в Харбине, на ул. Яоцзин, 22), и званий воинских не было никаких. Только губернатор Хабаровского края Виктор Ишаев выписал ему персональную доплату (1,5 тыс. рублей), к 80-летию, в 1997 году.
В 2004 году с участием Г. Г. Пермякова снят документальный фильм «Китайская игрушка диктатора» (император Пу И) режиссёра Игоря Верещака.
Скончался 9 декабря 2005 года. Похоронен на Центральном кладбище Хабаровска (7-й сектор, № 173).
В 2014 году в Хабаровске создан комитет по сохранению наследия и подготовке к празднованию 100-летия Г. Г. Пермякова.

## Литературное творчество
Автор многочисленных журнальных статей и нескольких книг, публиковался в многочисленных газетах.
В начале 1950-х годов опубликовал свою первую статью в газете «Тихоокеанская звезда».
Из воспоминаний:
«За несколько лет я написал сборник рассказов о Китае. Сборник обсуждали в Союзе писателей Хабаровска. Пришло много народа. Писатели смешали меня с навозом и сделали из меня отбивную котлету. Основание? «Нет образа величайшего гения человечества товарища Иосифа Виссарионовича Сталина». «Вы не знаете Китая». Но после того как Хрущев сжег Берия, половину сборника поместили в газеты...»
Под псевдонимом Георгий Ланин написал несколько приключенческих произведений с элементами научной фантастики: повести «Синий тарантул» (1957), «Красная маска» (1957—1958), «Остров алмазов» (1963). Кроме того, архив писателя содержит достаточно большое число повестей с разной степенью их завершённости: «Колдун», «Мурена», «Маска», «Медуза», «Тайна зелёного Будды», «Нонна», «Сатана», «Саргофаг», «Анаконда», «Красная свеча». Часть из них публикуется с 2013—2014 гг. (в плане издательства пять книг).
Из воспоминаний:
«Выдающийся советский фантаст Иван Ефремов, с которым я переписывался много лет, написал к моему фантаст[ическому] детективу «Остров алмазов» хорошее предисловие. «Остров алмазов» вышел в Хабаровске, тиражом 30000 экземпляров...»
Исследователь биографии В. К. Арсеньева. В 1965 году Хабаровское книжное издательство выпустило его книгу «Тропой женьшеня: Рассказы и очерки о В. К. Арсеньеве».
Из воспоминаний:
«С 1952 я стал стенографировать воспоминания близких и современников путешественника и писателя Арсеньева. Это тысячи страниц, отпечатанных на машинке. Записывал рассказы его жены, сына, брата, сестер... более 200 воспоминаний. Всего, с моими собственными работами [об Арсеньеве], за полвека набралось около 15000 страниц. С новыми материалами выступил в СМИ более 300 раз. В 1965 в Хабаровске выпустил книгу об Арсеньеве «Тропой женьшеня»...»
Писал также рассказы и очерки о природе и истории Дальнего Востока, вошедшие, в частности, в сборник «Тигровый камень» (1974).
В 2000-х годах опубликовал мемуары о встречах с Пу И («Император Пуи. Пять лет вместе») и документальную повесть о разработке японцами во время Второй мировой войны бактериологического оружия («Отряд 731»).
Всего издано 6 книг, 1300 статей в 72 изданиях.
Сюжетные линии шпионских рассказов у Пермякова схожи с советским писателем Николаем Шпановым (1896—1961). Он тоже дальневосточник. Более того, и Шпанов и Пермяков — земляки, оба они родились в Уссурийске (ранее, село Никольское, затем город Никольск-Уссурийский). Литературоведы увидели и подражание сюжетной линии «крутых» детективов с многочисленными фантастическими элементами английскому писателю Саксу Ромеру и его герою — доктору Фу Манчи, книги которого можно было прочитать в начале века в Харбине.
В предисловии к переизданию книги Георгия Пермякова «Синий тарантул» Виктор Ремизовский написал: «Фантастом Пермяков стал поневоле». Из-за подписки о неразглашении «человек переполнен информацией, но вынужден был молчать…», и тогда-то он (тут Ремизовский цитирует уже Пермякова) и «сориентировал себя на детективы и фантастику, но не вписался в партийно-писательский коллектив…»
Из переписки с издателем В. П. Бурей:
...До Эры Свободы я писал, имея чугунный пресс над собой; нельзя было писать интересно и правдиво. Смотри через прямую кишку партии на мир, и только после наступления Золотого Века я смог делать то, что хотел...
Был в переписке с писателями Иваном Антоновичем Ефремовым, Всеволодом Никаноровичем Ивановым, литературоведом Евгением Павловичем Брандисом, а также, с издателем В. П. Бурей («Частная коллекция», Хабаровск), редактором А. В. Колесовым (издательство «Рубеж», Владивосток), краеведом В. И. Ремизовским, прозаиком В. В. Ивановым-Ардашевым.

## Семья
Отец — Георгий Никитич Пермяков (1871—1957), мать (третья жена отца) — Прасковья Трофимовна Трофимова/Пермякова (1892—1974), сестра Сусанна Георгиевна, была пианисткой.
Супруга Анна Павловна Гнётова/Пермякова (1930—2010), учитель английского языка, дочь Алла Георгиевна Сумская, переводчик, живет в Хабаровске.

## Произведения
- Ланин Г. Синий тарантул: Приключ. повесть. — Благовещенск: Амурское кн. изд-во, 1957. — 152 с. — 90 000 экз.
- Ланин Г. Красная маска: приключенческая повесть // В газетах «Молодой дальневосточник» (Хабаровск) и «Амурский комсомолец» (Благовещенск). — 1957—1958.
- Пермяков Г. Голубые звезды: (Занимательное краеведение). — Хабаровск: Хабаровское кн. изд-во, 1959. — 88 с.
- Ланин Г. Остров алмазов. — Хабаровск: Хабаровское кн. изд-во, 1963. — 176 с. — 30 000 экз.
- Пермяков Г. Тропой женьшеня. Рассказы и очерки о В. К. Арсеньеве. — Хабаровск: Хабаровское кн. изд-во, 1965. — 160 с.
- Пермяков Г. Тигровый камень. Рассказы. — Владивосток: Дальневосточное книжное издательство, 1974. — 208 с.
- Пермяков Г. Император Пуи. Пять лет вместе: Мемуары // Тихоокеанский альманах «Рубеж». — 2003. — № 4. — С. 279—308. — ISSN 0869-1533.
- Пермяков Г. Отряд 731: Документальная повесть // Тихоокеанский альманах «Рубеж». — 2004. — № 5. — ISSN 0869-1533.
- Ланин Г. Синий тарантул. Красная маска. Кн. 1-я. — М.: Престиж бук, 2013. — (Ретро библиотека приключений и научной фантастики). — 3000 экз. — ISBN 978-5-371-00356-0.
- Ланин Г. Остров алмазов. Маска. Рассказы о Китае. Кн. 2-я. — М.: Престиж бук, 2013. — (Ретро библиотека приключений и научной фантастики). — 4000 экз. — ISBN 978-5-371-00363-8.
- Ланин Г. Г. Медуза: Повесть; Багровая кукла: Роман; Нонна: Повесть. Кн. 3-я. — М.: Престиж Бук, 2015. — 384 с., ил. (Ретро библиотека приключений и научной фантастики).